# Palpita simplicissima
Palpita simplicissima là một loài bướm đêm trong họ Crambidae.